# Jean IV d'Alexandrie
Pour les articles homonymes, voir Jean IV.
Jean IV d'Alexandrie est  Patriarche d'Alexandrie entre  570 et 580.